# Mauro Amato
Mauro Javier Amato (La Plata, 19 de diciembre de 1973) es un exfutbolista argentino. Jugaba de delantero y su primer club fue Estudiantes de La Plata.

## Trayectoria
Comenzó su carrera en 1992 jugando para Estudiantes de La Plata. Jugó para el club hasta 1996. En ese año se fue a Huracán de Corrientes, en donde juega hasta 1998. Ese año se fue a probar suerte al Atlético Tucumán, jugando para el equipo decano hasta 1999. En 2000 se confirmó su paso por Instituto de Córdoba. Jugó para el equipo cordobés hasta 2001. En 2002 pasó a San Martín de San Juan. Ese año pasó a Banfield. En 2003 se fue hacia Ecuador, en donde formó parte del equipo SD Aucas. Ese año regresó a la Argentina para formar parte de las filas del Sarmiento de Junín, en donde juega hasta el año 2004. En ese año se sumó al equipo Estudiantes de Buenos Aires, en donde se mantuvo firme hasta 2005. Ese año se fue al La Plata FC. En 2008 pasó a Defensores de Cambaceres. Ese año se pasó al Rivadavia de Lincoln, en donde finalmente se retiró en 2009.

## Clubes
| Club                        | País      | Año       |
| --------------------------- | --------- | --------- |
| Estudiantes de La Plata     | Argentina | 1992-1996 |
| Huracán de Corrientes       | Argentina | 1996-1998 |
| Atlético Tucumán            | Argentina | 1998-1999 |
| Instituto de Córdoba        | Argentina | 2000-2001 |
| San Martín de San Juan      | Argentina | 2002      |
| CA Banfield                 | Argentina | 2002      |
| SD Aucas                    | Ecuador   | 2003      |
| Sarmiento de Junín          | Argentina | 2003-2004 |
| Estudiantes de Buenos Aires | Argentina | 2004-2005 |
| La Plata FC                 | Argentina | 2005-2007 |
| Defensores de Cambaceres    | Argentina | 2008      |
| Rivadavia de Lincoln        | Argentina | 2008-2009 |